# Pseudocandona aemonae
Pseudocandona aemonae é uma espécie de crustáceo da família Candonidae.
É endémica da Eslovénia.